# Marklager
Marklager (kurz: Mark) ist eine Bezeichnung für die zentrale weiße Substanz, die sich beim Gehirn höher entwickelter Tiere unterhalb der Großhirnrinde als Centrum semiovale (Großhirnmark) bzw. im Kleinhirnkörper (dem Corpus cerebelli) als Corpus medullare cerebelli (Kleinhirnmark) befindet.
Sie enthält im Wesentlichen Nervenfasern, die der Kommunikation der Nervenzellen untereinander dienen, sowie weitere Gliazellen. Der Teilbegriff „Mark“ im Wort Marklager bezieht sich auf die durch Myelin – oder „Mark“ – ummantelten markhaltigen Nervenfasern, die eine hellere Färbung haben als die grau-rosa erscheinenden Zellkörper der Nervenzellen.
Das Marklager wird auch bei einer T1-gewichteten Magnetresonanztomographie (MRT) heller dargestellt, da es hierbei signalintensiver als die Hirnrinde ist. Bei einer T2-gewichteten MRT allerdings stellt sich das Marklager signalärmer, dunkler als die Hirnrinde dar.